# Verseg
Verseg é um município da Hungria, situado no condado de Peste. Tem 29,57 km² de área e sua população em 2015 foi estimada em 1.321 habitantes.